# باشگاه نیمه‌شب ۲
باشگاه نیمه شب ۲ Midnight Club II یک بازی ویدئویی مسابقه ای است که در سال 2003 توسط Rockstar San Diego توسعه یافته و توسط Rockstar Games منتشر شده است. این دنباله بازی Midnight Club: Street Racing است که برای پلی استیشن 2، ایکس باکس و مایکروسافت ویندوز منتشر شد و اولین سری از موتور سیکلت ها بود. بازیکنان می توانند در شهرهایی مانند لس آنجلس، پاریس و توکیو مسابقه دهند. این بازی همچنین دارای یک جزء چند نفره آنلاین است. این دومین بازی از مجموعه Midnight Club است و پس از آن Midnight Club 3: DUB Edition قرار دارد.

## گیم پلی
مسابقات (کار و بازی) از مجموعه ای از پست های بازرسی تشکیل شده است که با ستون های نور نشان داده می شوند. در اکثر مسابقات، ترتیبی که باید پست های بازرسی را پاکسازی کنند، تعیین می شود. در این حالت، یک فلش شفاف و درخشان به ایست بازرسی بعدی اشاره می کند. در چند مسابقه دیگر، پست های بازرسی ممکن است به هر ترتیبی پاک شوند. در این حالت، فلش به طور تصادفی بدون اشاره به هیچ جهت خاصی می چرخد. این به بازیکن بستگی دارد که کدام مسیر را از یک ایست بازرسی به ایست بازرسی بعدی طی کند. هیچ مانع مصنوعی در محیط جهان باز بازی وجود ندارد که بازیکن را مجبور به ماندن در یک دوره خاص کند. هر منطقه ای که در حالت کروز رومینگ آزاد بین مسابقات قابل رانندگی یا پرش باشد، می تواند برای رسیدن به ایست بازرسی بعدی استفاده شود.
برخی از مناطقی که برای چنین استفاده ای خارج از یک بازی رایانه ای در نظر گرفته نشده اند را می توان به کار برد. به عنوان مثال می توان به پله برقی، پشت بام، راه آهن و بستر رودخانه ها و بسیاری از رمپ ها اشاره کرد. با این حال، بسیاری از مناطقی که در واقعیت قابل رانندگی هستند، به عنوان مثال ورودی ها و برخی از پله ها، با موانع نامرئی حصار شده اند. در برخی مناطق، بازیکن می تواند بپرد یا پایین بیاید. استفاده از این به نفع بازیکن می تواند برای برنده شدن در یک مسابقه ضروری باشد. اگر ماشین در عمق آب بیفتد، میزان آسیب سنج به حداکثر مرحله خود می رسد و ماشین فوراً کل می شود، مسابقه بلافاصله از دست می رود.
جزئیات مختلفی در مقایسه با نسخه قبلی Midnight Club: Street Racing بهبود یافته است. وسایل نقلیه و شهرها از ابتدا توسعه یافته اند، اما بسیاری از ویژگی های جدید نیز اضافه شده اند. 2-چرخ محرک، فرسودگی، تعادل وزن (برای موتور سیکلت) همه منحصر به فرد در بازی بودند. این بازی همچنین دارای مدل های آسیب است. میزان آسیب وارد شده به خودرو هم با نشانگر HUD و هم آسیب دیدی به خودرو نشان داده می شود. عملکرد یک ماشین با آسیب مانند برخی دیگر از بازی های مسابقه ای کاهش نمی یابد. هنگامی که از حد مجاز آسیب یک خودرو فراتر رود، خودرو منفجر می شود یا متوقف می شود. پس از چند ثانیه تأخیر، بازیکن می تواند با نسخه سالم همان ماشین ادامه دهد.
حومه های خشک و تپه ای و مناطق شلوغ بین ایالتی را می توان در سرتاسر لس آنجلس یافت، و درست مانند سلف خود، این شهر دارای مکان های دیدنی و همچنین میانبرها و پرش های متعدد است. پاریس خانه کوچه‌های سنگ‌فرش، دوربرگردان‌های تاریخی، و دخمه‌های پاریس، و همچنین پرش‌های رودخانه سن و کوچه‌ها است. توکیو شهری با خیابان‌های پر زرق و برق و کوچه‌های تنگ است و مجموعه‌ای برابر از مناظر و جاذبه‌های گردشگری را در خود جای داده است.
وسایل نقلیه در Midnight Club II همگی شبیه وسایل نقلیه واقعی هستند، اما تفاوت های ظریفی با همتایان خود دارند، مانند چراغ های جلو یا چراغ های عقب مختلف. همچنین، اکثر آنها دارای تغییرات زیبایی شناختی هستند که معمولاً در مسابقات خیابانی و صحنه های واردات یافت می شوند، مانند اسپویلر، اسکوپ هود و کیت بدنه.
در منوی انتخاب خودرو، توضیحات و آمار هر خودرو به همراه گزینه انتخاب از بین 4 رنگ قابل مشاهده است. هنگامی که یک ماشین مشاهده می شود، یک جلوه صوتی منحصر به فرد برای آن ماشین در پس زمینه پخش می شود.
هر شخصیت در اطراف شهر گشت و گذار می کند و منتظر یک چالش است. موزس، که به بازیکن کمک می‌کند تا حالت حرفه‌ای را شروع کند، و همچنین چهار قهرمانی که پس از شکست همه پیشینیان به دنبال بازیکن خواهند بود، را حذف نمی‌کند. آن‌ها با بازیکن صحبت می‌کنند یا با صدای بلند فکر می‌کنند در کات سین‌های قبل از مسابقه، که در طی آن بازیکن می‌تواند انگیزه‌های خود را کشف کند، آمار وسیله نقلیه خود را ببیند و آهنگ موضوع منحصر به فرد هر شخصیت را بیاموزد.

## توسعه
این بازی بودجه بازاریابی 6.1 میلیون دلاری داشت.

## موسیقی متن
این آلبوم در E3 در سال 2003 به عنوان یک هدیه تبلیغاتی منتشر شد. عمدتاً شامل موسیقی تکنو و ترنس همراه با موسیقی رپ بود. موسیقی متن شامل 38 قطعه است که توسط هنرمندان مختلف تولید شده است. تراک‌های «Outrun» و «Extra Dry» از فیلم «بازگشت ناپذیر» محصول 2002 و توسط توماس بنگلتر ساخته شده‌اند.